# Marcali
Marcali je město v Maďarsku v župě Somogy. Je centrem okresu Marcali. Leží cca 14 km jižně od Blatenského jezera (Balatonu). Z vinařského hlediska je součástí regionu Balatonbolgár. Rozkládá se na ploše 104,40 km² a žije v něm přibližně 11 tisíc obyvatel.

## Historie
Město má svůj název podle středověkého rodu Marczaliů, kteří se zasloužili o jeho rozvoj v nejstarších dobách. První písemná zmínka o Marcali pochází z roku 1274. V polovině 14. století zde stál kostel, neboť se název Marcali objevuje také v papežských záznamech. Nacházel se tu také paulánský klášter. Po smrti posledního z Marczaliů se sídlo stalo majetkem rodu Báthoryů. Po příchodu Turků se zde nacházelo regionální správní centrum. Ti sem dorazili až po pádu Szigetváru, obec získali v roce 1566. Dochovaný turecký daňový záznam zde uváděl celkem 35 domů. V roce 1910 zde bylo ve sčítání lidu napočítáno celkem 4 588 obyvatel, drtivá většina z nich byla maďarské národnosti. Počet obyvatel se zvýšil až ve 20. století. Statut města Marcali obdržel v roce 1977. Po druhé světové válce zde byla také přítomna maďarská armáda.

## Doprava
Od roku 2014 je město přístupné po dálnici M86. Severojižním směrem tudy také prochází regionální železniční trať.

## Zdravotnictví
V Marcali se nachází nemocnice.

## Partnerská města
- Künzelsau, Německo
- Toplița, Rumunsko
- Medulin, Chorvatsko